# Iranobrium
Iranobrium is een kevergeslacht uit de familie van de boktorren (Cerambycidae). De wetenschappelijke naam van het geslacht werd voor het eerst geldig gepubliceerd in 1967 door Villiers.

## Soorten
Iranobrium omvat de volgende soorten:
- Iranobrium abbreviatum Adlbauer, 2004
- Iranobrium brancuccii Holzschuh, 1993
- Iranobrium buettikeri Holzschuh, 1993
- Iranobrium davatchii Villiers, 1967
- Iranobrium schmidi Holzschuh, 1991